# Хърватски диалекти
Хърватският език се дели най-общо на 3 групи наречия:
1. Щокавско;
2. Кайкавско и
3. Чакавско.

От своя страна за хърватския език са характерни икавския и йекавския изговор от общия сърбохърватски език.

## Езикови разновидности

### Шокавско наречие
Щокавското наречие се подразделя на следните диалекти или субдиалекти (говори):
- Славонски говор, който е екавски;
- Източнобосненски говор - спорен е;
- Млад икавски диалект, включително и
  - Дубровнишкия далматински говор.
- Източнохерцеговински говор, който е взет като диалектна основа за книжовния сръбски език от Вук Караджич.

### Кайкавско наречие
Кайкавското наречие се подразделя на:
- Загорско-междумурски говор;
- Крижевачко-подравски говор;
- Турополско-посавски говор;
- Долносултански говор;
- Пригорски говор и
- Горански хърватски говор.

### Чакавско наречие
Чакавското наречие се подразделя на:
- Горномирански говор или още Бузетски;
- Северночакавски говор;
- Средночакавски говор;
- Западноистърски говор;
- Южночакавски говор и
- Ластовски говор.